# 劉素 (永樂進士)
劉素（？—？），字太初，南直隶人。明朝政治人物、探花。

## 生平
永樂四年（1406年），劉素中丙戌科一甲第三名进士（探花），授翰林院编修，之后改任中书舍人。